# Хилел
Хилел (на иврит: הִלֵּל) е еврейски религиозен водач.
Водеща фигура сред фарисеите от времето на цар Ирод Велики, той е смятан за основоположник на равинския юдаизъм, наред със своя съвременник и опонент Шамаи, а някои съвременни еврейски автори сравняват ролята му в съвременния юдаизъм с тази на Иисус Христос в християнството. Хилел е основна фигура в създаването на Мишна и Талмуд и поставя началото на богословска школа и династия от равини, която доминира в обществения живот на евреите в Ерец Израел до V век.

## Биография
Сведенията за живота на Хилел имат легендарен характер, като най-ранните писмени сведения са едва от V век. Според традицията той е роден през 110 година пр.н.е. – това вероятно е свързано с паралелите между живота му и този на Моисей, които според легендите продължават 120 години е се разделят на три етапа по 40 години.
Хилел изглежда е родом от Вавилония и се премества в Йерусалим, за да учи богословие при равините Шемая и Абталион, като се прехранва като дървар, професия, която запазва до края на живота си. След това, според равинистките легенди, той става наси, ръководител на Синедриона, а Шамаи е негов помощник. Съвременните историци смятат това за умишлено преувеличение на ролята на фарисеите от техните по-късни последователи. За разлика от своите учители, Хилел не се споменава от съвременни автори и влиянието му вероятно не излиза извън сектата на фарисеите. Също така изглежда първоначално последователите на Шамаи имат по-голямо влияние, а школата на Хилел става доминираща едва при равина Акива бен Йосеф в началото на II век.
Хилел умира през 10 година в Йерусалим.